# Slaughterhouse (EP)
Slaughterhouse (englisch für Schlachthaus) ist eine EP der gleichnamigen US-amerikanischen Rap-Gruppe Slaughterhouse. Sie erschien am 8. Februar 2011 über das Label E1 Music.

## Produktion
Die sechs Lieder der EP wurden von fünf verschiedenen Produzenten produziert. Die Beats zu Fight Club (Remix) und Move on (Remix) stammen von Frequency, während das D12-Mitglied Mr. Porter den Song Sun Doobie produzierte. Das Stück Back on the Scene wurde von M-Phazes produziert, The Hitmen produzierten Put Some Money on It (Remix) und Black Milk schuf das Instrumental zum Lied Everybody Down.

## Covergestaltung
Das Albumcover ist in weißen und bräunlich-roten Farbtönen gehalten. Es zeigt das Logo der Gruppe – ein kopfüber hängendes Hausschwein, dessen Beine zusammengebunden sind. Der Hintergrund ist weiß und blutverschmiert. Über dem Logo steht Slaughter und darunter House. Die vier Namen der Bandmitglieder Crooked I, Joe Budden, Joell Ortiz und Royce da 5′9″ befinden sich in den Ecken des Bildes.

## Gastbeiträge
| Professionelle Bewertungen | Professionelle Bewertungen |
| -------------------------- | -------------------------- |
| Kritiken                   |                            |
| Quelle                     | Bewertung                  |
| RapReviews                 | [ 2 ]                      |

Drei Lieder der EP enthalten Gastauftritte anderer Künstler. So ist der Rapper Dres, Teil des Duos Black Sheep, bei dem Song Back on the Scene zu hören. Die Rapgruppe The LOX, bestehend aus Jadakiss, Sheek Louch sowie Styles P., tritt auf Put Some Money on It (Remix) in Erscheinung und die Künstlerin Iffy singt den Refrain beim Remix von Move on.

## Titelliste
| # | Titel                        | Gastbeiträge | Produzent  | Länge | Besetzung |
| - | ---------------------------- | ------------ | ---------- | ----- | --- |
| 1 | Back on the Scene            | Dres         | M-Phazes   | 4:11  | 1. Vers: Royce da 5′9″ 2. Vers: Crooked I 3. Vers: Joell Ortiz 4. Vers: Joe Budden Refrain: Dres                                             |
| 2 | Sun Doobie                   |              | Mr. Porter | 3:03  | 1. Vers: Joell Ortiz, Royce da 5'9" 2. Vers: Joe Budden, Crooked I                                                                           |
| 3 | Everybody Down               |              | Black Milk | 5:17  | 1. Vers: Royce da 5'9" 2. Vers: Crooked I 3. Vers: Joe Budden 4. Vers: Joell Ortiz Refrain: Slaughterhouse                                   |
| 4 | Put Some Money on It (Remix) | The LOX      | The Hitmen | 4:29  | 1. Vers: Sheek Louch 2. Vers: Joell Ortiz 3. Vers: Jadakiss 4. Vers: Styles P. 5. Vers: Royce da 5'9" 6. Vers: Crooked I 7. Vers: Joe Budden |
| 5 | Fight Club (Remix)           |              | Frequency  | 3:22  | Intro: Joe Budden Vers: Slaughterhouse Outro: Crooked I                                                                                      |
| 6 | Move on (Remix)              | Iffy         | Frequency  | 8:08  | 1. Vers: Joell Ortiz 2. Vers: Joe Budden 3. Vers: Royce da 5'9" 4. Vers: Crooked I                                                           |

## Chartplatzierungen
Slaughterhouse stieg mit rund 5.000 verkauften Exemplaren für eine Woche auf Platz 147 in die US-amerikanischen Charts ein. In den deutschen Charts konnte sich die EP nicht platzieren.